# Canciones surianas
Canciones surianas es un libro de poemas publicado por primera vez en 1900 por Juan B. Delgado.

## Publicación
Publicado en 1900 por Tipografía y Litografía «La Europea» de J. Aguilar Vera y Compañía en México, Canciones Surianas fue la tercera obra de Delgado publicada. La publicación, que incluye 25 poemas, tiene temas principales del amor y la naturaleza, que es de 73 páginas en total.
Fue anunciado en un libro anterior, Natura (1897), como en preparación.

### El autor
Juan B. Delgado Altamirano, fue un poeta y diplomático mexicano, miembro de la Academia Mexicana de la Lengua desde 1923 y cónsul general de México en Nicaragua, vivía en la Ciudad de México durante toda su vida, y se inspiró en su proimity a la parte sur de México.